# Cratere Rude
Rude  è un cratere sulla superficie di Mercurio.